# دیونوسیوس هالیکارناسی

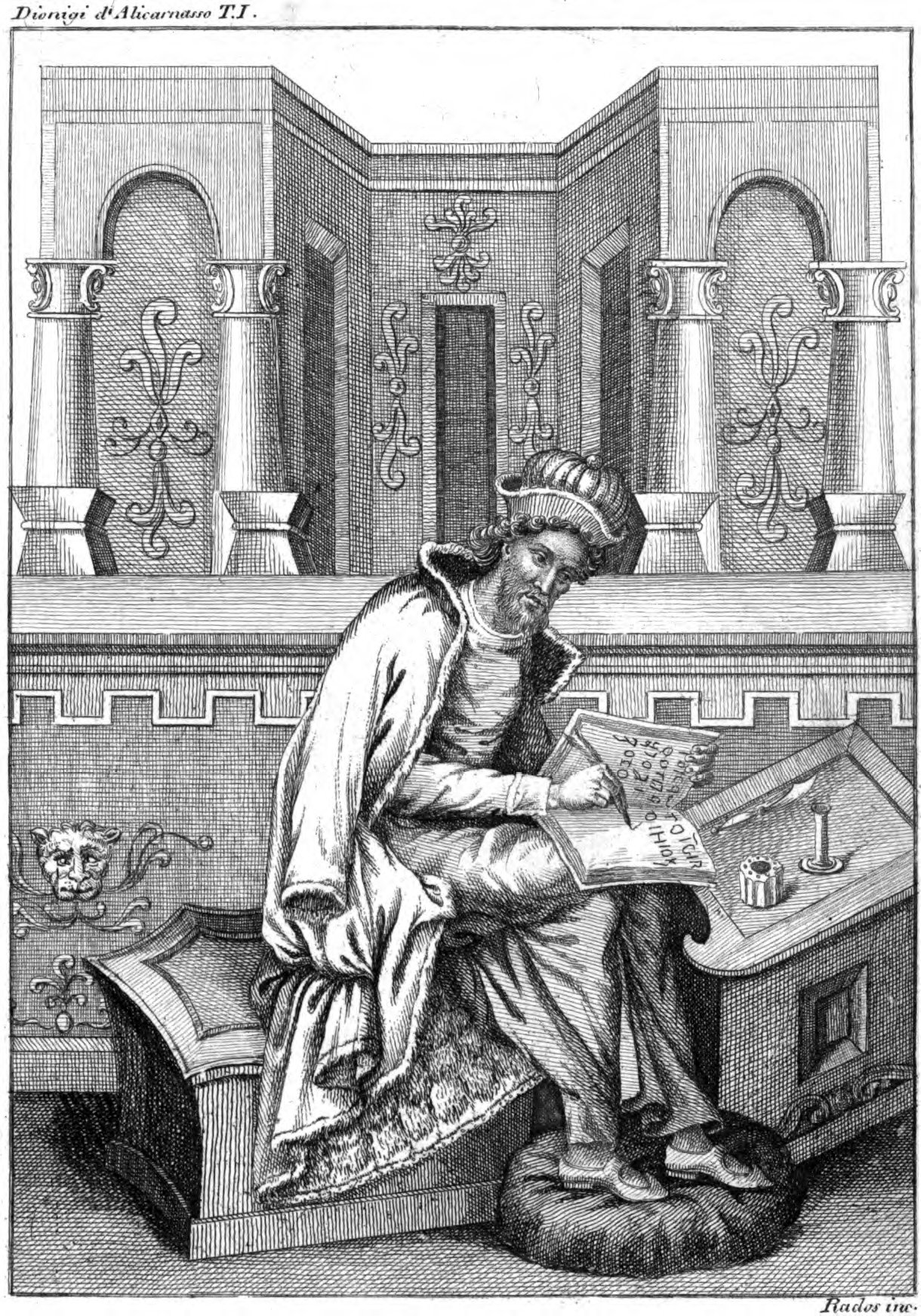
Dionysius of Halicarnassus

دیونوسیوس از اهالی هالیکارناس (زبان یونانی: Διονύσιος Ἀλεξάνδρου Ἁλικαρνᾱσσεύς "Dionysios son of Alexandros of Halikarnassos"; c. 60 BC – after 7 BC) مورخ و زبان‌شناس یونانی بود که از سال ۳۰ تا ۸ ق م در امپراتوری روم برآمد. او کتابی در تاریخ روم قدیم پرداخت تا تفوق روم را بر یونان توصیف کند، همچنین شروح مختلف و برخی تحقیقات ادبی و لغوی نوشت. فعالیت او بیشتر مصروف آن شد تا آتنی‌گرایی (در برابر آسیایی‌گرایی) را در مرتبهٴ بلندی نگه دارد.